# Álex Ubago
Álex Ubago, nome artístico de Alejandro Martínez de Ubago Rodríguez (Vitoria-Gasteiz, 29 de janeiro de 1981), é um músico espanhol de origem basca. Sua música pode ser catalogada como pop rock.